# Joachim Rudolph Gerdes
Joachim Rudolph Gerdes (* um 1775; † 1857) war ein deutscher Verwaltungsbeamter.

## Leben
Joachim Rudolph Gerdes studierte Rechtswissenschaften an der Universität Halle. 1795 wurde er Mitglied des Corps Guestphalia Halle. Nach dem Studium trat er in den hannoverschen Staatsdienst ein. 1803 war er Regierungsreferendar beim Amtsgericht Stickhausen. 1812 war er Friedensrichter ebenda. Vor 1818 wurde er Oberamtmann des Amtes Stickhausen. Das Amt hatte er bis nach 1850 inne. 1856 befand er sich im Ruhestand.

## Auszeichnungen
- Ritter des Guelphen-Ordens, 1830[7]